# Torre del homenaje de la fortaleza de Bakú
Torre del homenaje de la fortaleza de Bakú (en azerí: Dördbucaqlı qala), o Guardián de la Fortaleza de Bakú (en azerí: Bakı qalasının donjonu), es un torre del homenaje de piedra construido en el siglo XIV. Es parte de la Ciudad Vieja de Bakú, Azerbaiyán. El 2 de agosto de 2001, el edificio fue declarado "monumento arquitectónico nacional" por el Gabinete de Azerbaiyán.

## Historia
Se construyó el torre en el siglo XIV y era parte integral de la pared de la fortaleza y de las fortificaciones defensivas de Bakú. La construcción se realizó para mantener la arquitectura y la integridad de los muros de la fortaleza. Los homenajes se realizaron para facilitar el sistema de defensa. Dentro de las 70 paredes semicirculares y del norte de la pared de la fortaleza de Bakú había una torre cuadrangular de tipo fortaleza. En la Edad Media se utilizaba como armería. El homenaje se construyó para almacenar armas y defender aún más la parte norte de Bakú.
En 2014, el Departamento Estatal de Reserva Histórico-Arquitectónica de la Ciudad Vieja llevó a cabo importantes trabajos de reparación y restauración en la torre. Después de eso, empezó a funcionar como Centro de Arte Tradicional de la Ciudad Vieja con el nombre de «La Torre de las Artes».

## Características arquitectónicas
La altura de la torre es de 16 metros, el grosor de las paredes es de 2 metros. Para el rápido desplazamiento de los soldados, un túnel continuaba por la parte inferior de la muralla hacia la puerta de la torre. Este túnel rodeaba la ciudad por el lado norte.

## Galería

Varias vistas de la torre
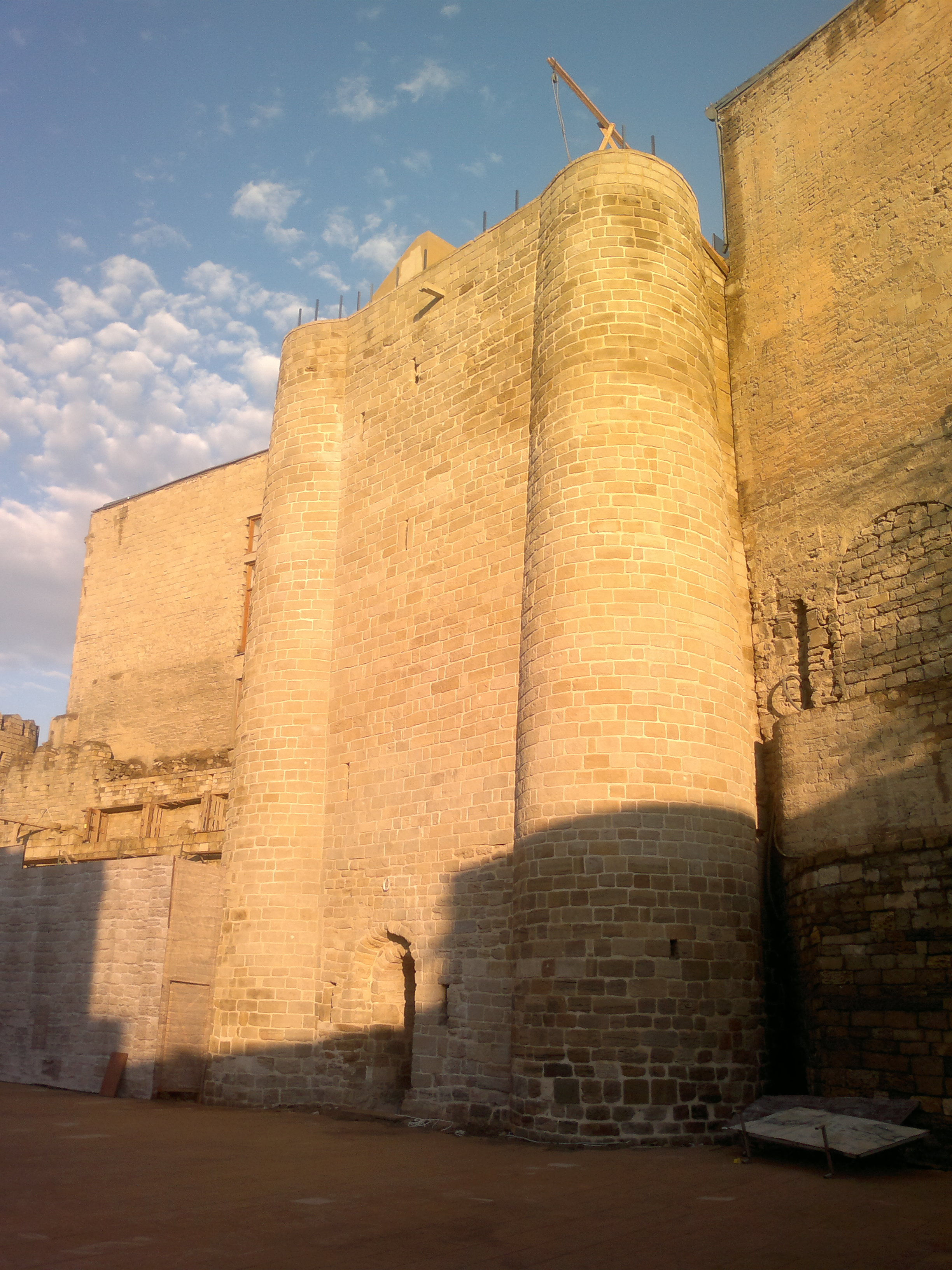
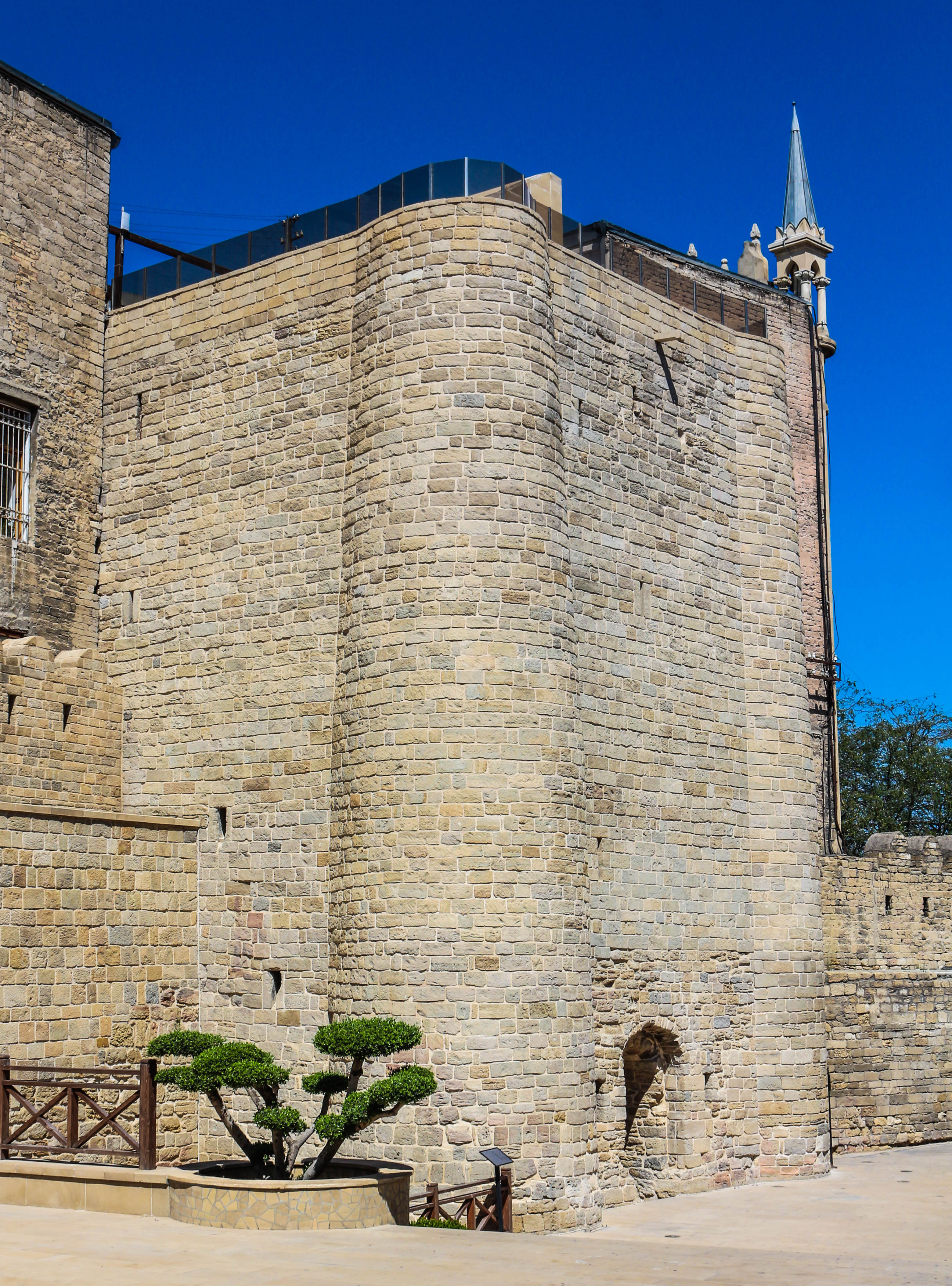
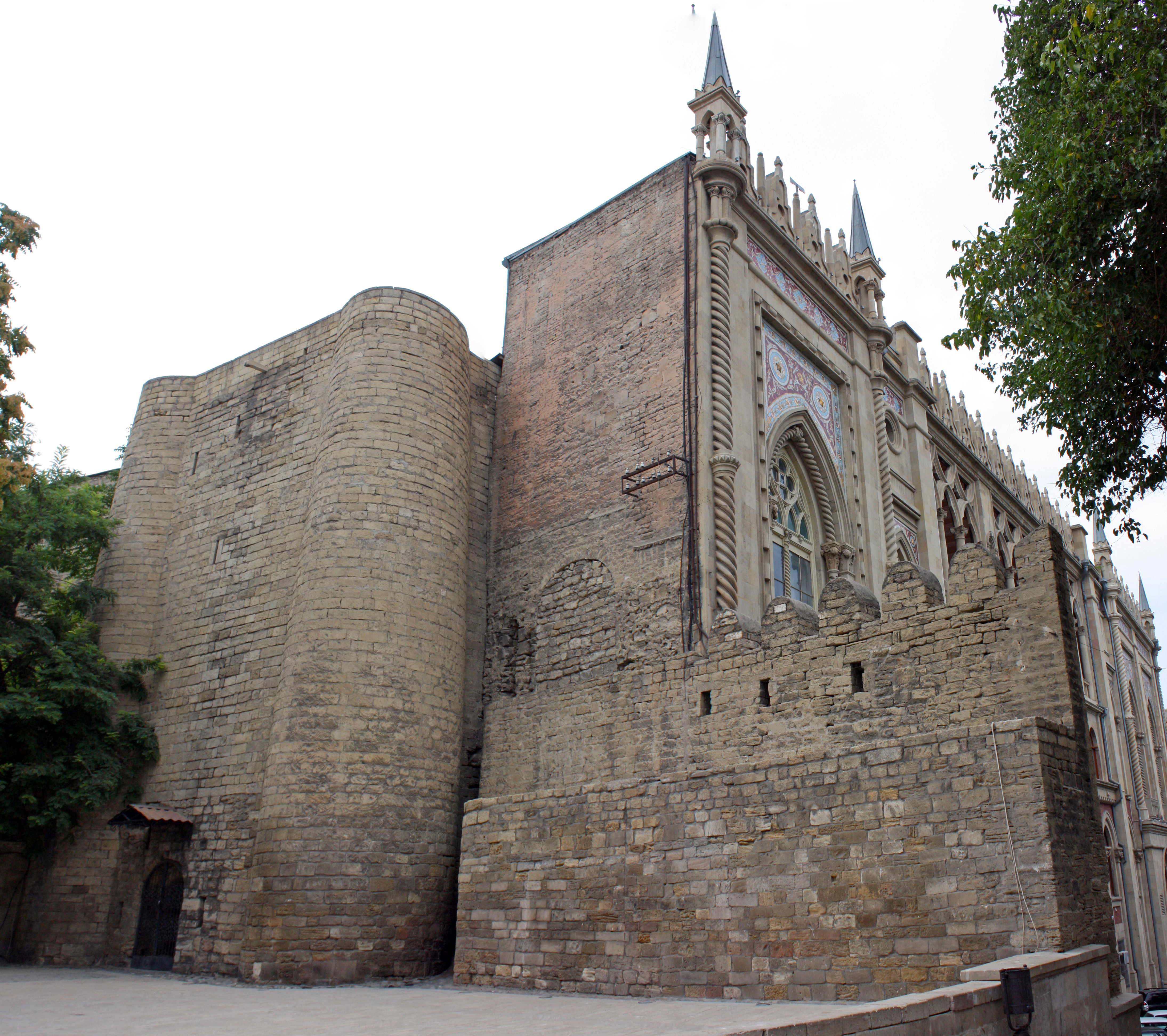
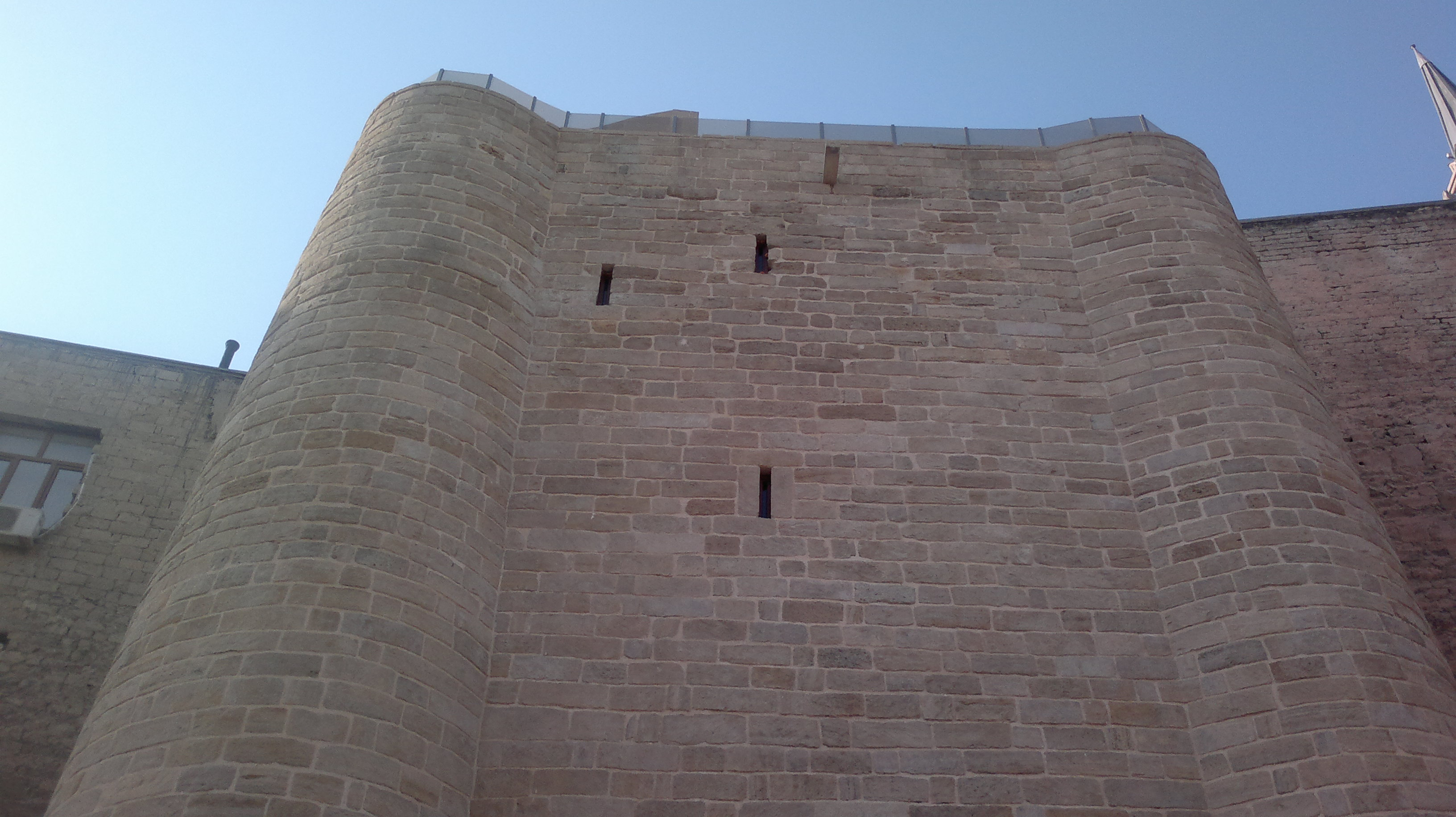